# Federazione pallavolistica del Bhutan
La Federazione bhutanese di pallavolo (eng. Bhutan Volleyball Federation, BVF) è un'organizzazione fondata per governare la pratica della pallavolo in Bhutan.
Organizza il campionato maschile e femminile, e pone sotto la propria egida la nazionale maschile e femminile.
Ha aderito alla FIVB nel 1984.